# Midi, Maxi & Efti
Midi, Maxi & Efti var en svensk musikgrupp, mest känd för låten Bad Bad Boys från 1991.

## Bakgrund
Gruppen bestod av tvillingsystrarna Tsedey (Midi) och Selam (Maxi) Berhanu samt deras kamrat Freweny Teclehaimanot (Efti).
Tsedey och Selam Berhanu flydde med sina föräldrar från Etiopien, medan Teclehaimanot flydde med sina föräldrar från Eritrea och alla tre kom till Sverige 1985. Alla tre var födda 1976 och de lärde känna varandra i stockholmsförorten Akalla. Den långvariga konflikten mellan Etiopien och Eritrea inverkade tidvis på deras vänskap och problemen togs även upp på gruppens album i låten Sisterhood of Africa.

## Biografi

### De aktiva åren
Deras självbetitlade album kom ut 1991 och inkluderade tre singlar som under året nådde Topp 40 – Bad Bad Boys (nr 11), Ragga Steady (nr 22) och Masenko (nr 39). På skivan arbetade Midi, Maxi & Efti med flera kända svenska låtskrivare, främst Alexander Bard, Anders Wollbeck och Per Adebratt, som alla hjälpte till med produktion, komposition och instrumentering. Även E-type och Johan Renck medverkade på albumet medan Jean-Pierre Barda och Camilla Thulin skötte den visuella framtoningen. Gruppen lanserades i USA 1992 av Columbia och en video till Ragga Steady regisserades av Frank Sacramento. Efter kortare turnéer i USA, Sydafrika och Frankrike gick trion skilda vägar.

### Efter uppbrottet
Projektet Midi, Maxi och Efti rann ut i sanden; efter att flickorna gått ut nionde klass blev Teclehaimanot erbjuden ett skivkontrakt i London och flyttade dit. Efter ett år visade det sig dock att det inte skulle bli någon soloskiva och hon flyttade tillbaka till Stockholm.
Första comeback-ryktet kom 1995 då det sades att systrarna Berhanu spelat in åtta nya låtar tillsammans med Mats Thunborg, däribland singeln Unity, men inget av materialet gavs ut. I augusti 2000 rapporterades om en solosingel med Teclehaimanot men inte heller den gången kom något ut. Vid det laget hade systrarna Berhanu flyttat till London. Numer arbetar Freweny Teclehaimanot som egenföretagare i bygg- och anläggningsbranschen, bland annat genom det egna företaget Celine Stockholm AB.
Teclehaimanot gjorde en duett med Dr Alban 2007, på låten I Wanna Know samt den egna singeln One Night. 
På Göteborgs filmfestival i mars 2011 premiärvisades I Like It Like It Was, en dokumentär om Midi, Maxi & Efti gjord av filmregissören Farnaz Arbabi och designern/formgivaren Parasto Backman, som båda är tidigare skolkamrater med trion.

## Diskografi

### Singlar
(Anges i den ordning singlarna släppts. Listplaceringar inom parentes om dessa funnits)
- Bad Bad Boys (7", CD5", 12"; 1991, Sverige: 11, USA:98 )
- Masenko (7", CD5", 12"; 1991, Sverige: 39)
- Ragga Steady (7", CD5", 12"; 1991, Sverige: 22)
- Culture Of Youth (7", CD5"; 1992)
- Basement Boyfriend (7"; 1992, endast i USA)

### Album
- Midi, Maxi & Efti (1991)